# Margrit Seckelmann
Margrit Seckelmann (* 1970) ist eine deutsche Juristin und Verwaltungswissenschaftlerin.

## Leben
Nach dem Abitur 1989 studierte sie von 1989 bis 1991 Geschichte und Germanistik an der Universität Heidelberg und von 1990 bis 1991 zusätzlich Rechtswissenschaften (1991 Magister-Zwischenprüfung (Germanistik, Geschichte)). Nach dem Studium (1991–1998) der Rechtswissenschaften und der Geschichte an der FU Berlin erwarb sie 1996 das erste juristische Staatsexamen beim Justizprüfungsamt Berlin, 1998 den Magistra Artium (Neuere und Neueste Geschichte, Rechtswissenschaft) an der FU Berlin bei Reimer Johannes Hansen und Hagen Schulze, 1999 das zweite juristische Staatsexamen beim Justizprüfungsamt Berlin und die Promotion 2004 zum Dr. iur. an der Goethe-Universität bei Michael Stolleis und Joachim Rückert. Nach der Habilitation 2015 an der Deutschen Universität für Verwaltungswissenschaften Speyer (venia legendi für Öffentliches Recht, Rechtstheorie, Rechts- und Verfassungsgeschichte und Verwaltungswissenschaft) bei Jan Ziekow wurde sie 2019 zur außerplanmäßigen Professorin durch die Deutsche Universität für Verwaltungswissenschaften Speyer ernannt. Im Jahr 2021 wurde Seckelmann auf den Lehrstuhl für das Recht der digitalen Gesellschaft an der Leibniz Universität Hannover berufen. Ihr Lehrstuhl ist dem Institut für Rechtsinformatik (Hannover) angegliedert.
Sie ist assoziierte Professorin beim Projekt „Wissens- und Ideentransfer für Innovationen in der Verwaltung“ (WITI). Sie ist Mitglied der Vereinigung für Verfassungsgeschichte.

## Schriften (Auswahl)
- Industrialisierung, Internationalisierung und Patentrecht im Deutschen Reich, 1871–1914. Frankfurt am Main 2006, ISBN 3-465-03488-0.
- mit Stefan Lange und Thomas Horstmann (Hrsg.): Die Gemeinschaftsaufgaben von Bund und Ländern in der Wissenschafts- und Bildungspolitik. Analysen und Erfahrungen. Baden-Baden 2010, ISBN 978-3-8329-5926-5.
- Informationen durch Performance Measurement. Die Leistungsvergleiche nach Art. 91d GG. Karlsruhe 2012, ISBN 3-86644-871-6.
- Evaluation und Recht. Strukturen, Prozesse und Legitimationsfragen staatlicher Wissensgewinnung durch (Wissenschafts-)Evaluationen. Tübingen 2018, ISBN 3-16-154390-4.
- (Hrsg.): Digitalisierte Verwaltung – Vernetztes E-Government, 2., völlig neu bearbeitete Auflage mit einem Geleitwort der Staatsministerin für Digitalisierung, Dorothee Bär, ESV, Berlin 2019, ISBN 978-3-503-18139-1[4]
- mit Johannes Platz (Hrsg.): Remigration und Demokratie in der Bundesrepublik nach 1945. Ordnungsvorstellungen zu Staat und Verwaltung im transatlantischen Transfer (= Histoire. Bd. 116), transcript, Bielefeld 2017, ISBN 978-3-8376-3969-8[5]
- mit Peter Collin, Gerd Bender, Stefan Ruppert, Michael Stolleis (Hrsg.): Selbstregulierung im 19. Jahrhundert. Zwischen Autonomie und staatlichen Steuerungsansprüchen. Klostermann, Frankfurt am Main 2011 (= Moderne Regulierungsregime. Bd. 1), ISBN 978-3-465-04122-1[6]
- mit Peter Collin, Gerd Bender, Stefan Ruppert, Michael Stolleis (Hrsg.): Regulierte Selbstregulierung im frühen Interventions- und Sozialstaat. Klostermann, Frankfurt am Main 2012, ISBN 978-3-465-04160-3[7]
- mit Peter Collin, Gerd Bender, Stefan Ruppert, Michael Stolleis (Hrsg.): Regulierte Selbstregulierung in der westlichen Welt des späten 19. und frühen 20. Jahrhunderts. Klostermann, Frankfurt am Main 2014, ISBN 978-3-465-04229-7.[8]
- mit Joachim Grumbach, Christian Bickenbach, Michael Ermlich (Hrsg.): Schulgesetz Rheinland-Pfalz. Kommentar, KSV, Wiesbaden 2021.[9]
- mit Veith Mehde, Ulrich Ramsauer (Hrsg.): Staat, Verwaltung, Information. Festschrift für Hans Peter Bull zum 75. Geburtstag, Duncker & Humblot, Berlin 2011, ISBN 978-3-428-13448-9.[10]
- mit Veith Mehde (Hrsg.): Zum Zustand der repräsentativen Demokratie. Beiträge des Symposiums anlässlich des 80. Geburtstags von Hans Peter Bull, Mohr Siebeck, Tübingen 2017.[11]
- mit Rubina Zern-Breuer, Nora Regös, Heinrich Lorei, Kathrin Annika Kruse, Marco Brunzel: WITI-Berichte Nr. 5: Voruntersuchung zur Einführung eines einheitlichen Geodatenmanagements in Rheinland-Pfalz (= Speyerer Arbeitsheft. Bd. 245), Speyer 2020.[12]